# Coronado, Kalifornien
Coronado är en stad (city) i San Diego County, i delstaten Kalifornien, USA. Enligt United States Census Bureau har staden en folkmängd på 19 167 invånare (2011) och en landarea på 20,5 km².
Delar av Naval Base Coronado är belägen i staden.